# 辣妹 (芬兰乐队)

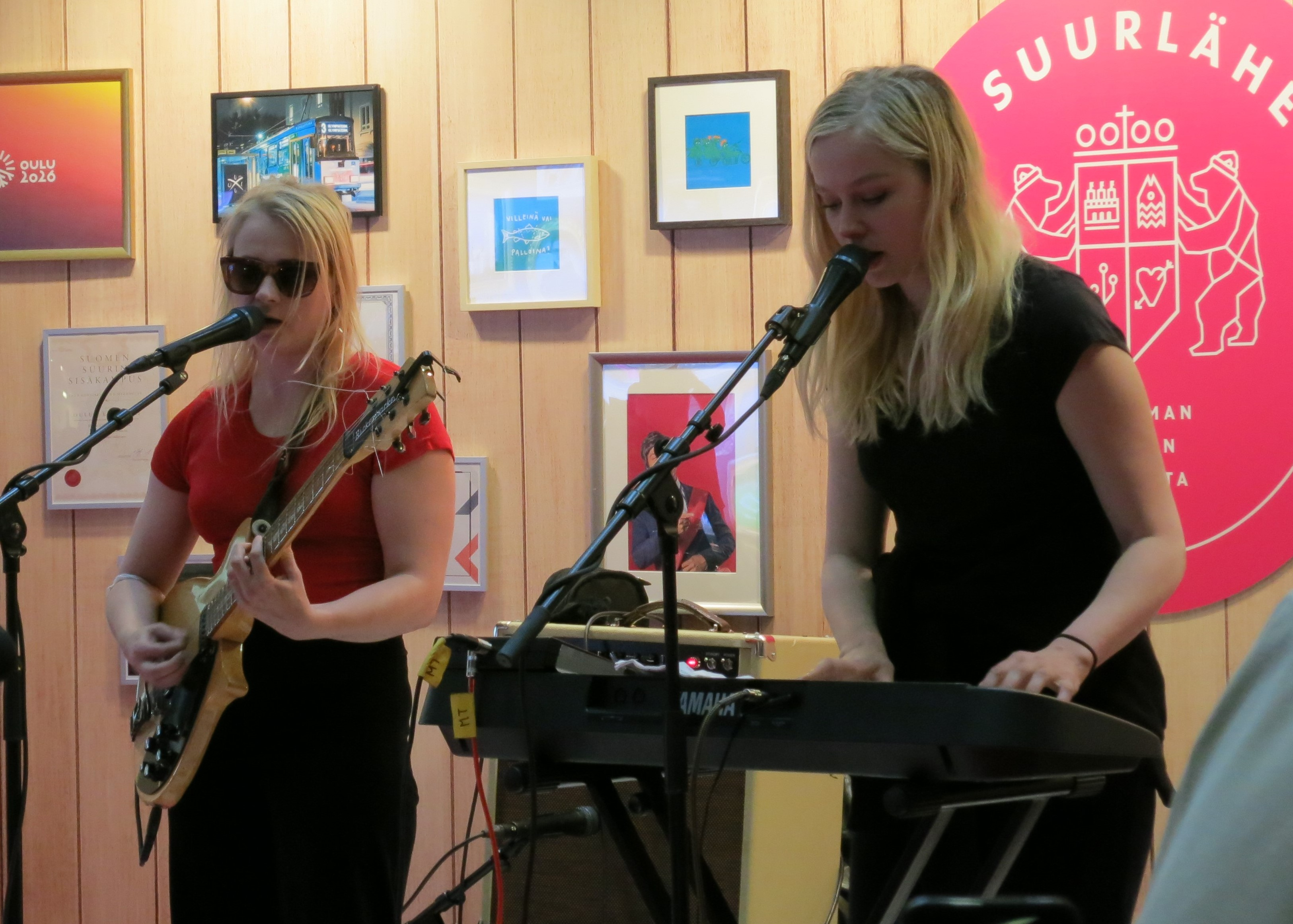
辣妹于2019年

辣妹（芬蘭語：Maustetytöt）是一支芬兰女子音乐组合。辣妹的兩名成員来自芬兰市镇瓦拉，二人常听传统芬兰音乐。在电影《枯叶》（2023年）中请来辣妹乐队出镜献唱，演唱歌曲《生于悲伤，身披失望》（Syntynyt suruun ja puettu pettymyksin），就此引来国际关注。